# Hegèmone (satèl·lit)
Hegèmone, també conegut com a Júpiter XXXIX (designació provisional S/2003 J 8), és un satèl·lit natural de Júpiter. Va ser descobert el 2003 per un equip d'astrònoms de la Universitat de Hawaii liderat per Scott S. Sheppard.
Hegèmone té uns 3 quilòmetres de diàmetre i orbita Júpiter a una distància mitjana de 23.703 Mm en 745,5 dies, amb una inclinació de 153° respecte a l'eclíptica (151° respecte a l'equador de Júpiter), en direcció retrògrada i amb una excentricitat orbital de 0,4077.
Hegèmone va rebre el seu nom el març del 2005 en honor d'Hegèmone, una de les Càrites, filla de Zeus.
Hegèmone pertany al grup de Pasífae, compost per llunes irregulars retrògrades que orbiten Júpiter en una distància d'uns 22,8 - 24,1 Gm i amb una inclinació d'uns 144,5º - 158,3º.